# Thallium(I)-chlorid
Thallium(I)-chlorid ist eine chemische Verbindung aus der Gruppe der Thalliumverbindungen und Chloride.

## Vorkommen
Thallium(I)-chlorid kommt natürlich als Mischform mit Thallium(I)-bromid in Form des sehr seltenen Minerals Lafossait vor.

## Gewinnung und Darstellung
Thallium(I)-chlorid lässt sich durch Reaktion von Thallium(I)-sulfat oder Thallium(I)-nitrat mit Salzsäure gewinnen.
{\displaystyle \mathrm {Tl_{2}SO_{4}+2\ HCl\longrightarrow 2\ TlCl\downarrow +\ H_{2}SO_{4}} }

## Eigenschaften
Thallium(I)-chlorid ist ein weißer nicht brennbarer Feststoff, welcher schwer löslich in Wasser ist. Er ist frisch hergestellt vollkommen farblos, wird am Licht aber violett. Er besitzt eine Kristallstruktur vom Cäsiumchlorid-Typ (a = 383,4 pm).

## Verwendung
Thallium(I)-chlorid dient zur Herstellung Zweikernkomplexverbindungen (Tl-Cyclodiphosphazane), die interessante Metall-Metall-Wechselwirkungen besitzen. Das Chlorid des Tl-201 kann für die Myokardszintigrafie eingesetzt werden.